# Карл фон Шерфенберг
Карл фон Шерфенберг/Шарфенберг (на немски: Karl von Scherffenberg/Schärffenberg/Scharfenberg; * 1549; † 3 юли 1610, Енс, район Линц) е благородник от стария род Шерфенберг и господар на Шпигелберг (на остров в Дунав) в Щирия.

## Произход
Той е син на Йохан фон Шерфенберг-Шпигелберг (1509 – 1582) и съпругата му Кристина фон Айтцинг/Айцзинг (1515 – 1582), дъщеря на Михаел фон Айтцинг (1468 – 1522) и Анна Плански († 1527). Внук е на Кристоф фон Шерфенберг († сл. 1521) и Радегунда фон Арберг († сл. 1526). Има две сестри Мария фон Шерфенберг (1537 – 1572), омъжена пр. 1554 г. за Александер фон Шифер († 1565), и Мария Магдалена фон Шерфенберг (1549 – 1611), омъжена за фрайхер Зигмунд фон Айбизвалд († 1607).
- Шпигелберг (1672)
- Останки от замък Шпигелберг

## Фамилия
Първи брак: с Катарина фон Танберг. Бракът е бездетен.
Втори брак: на 2 януари 1610 г. в Енс, Линц, с Поликсена фон Рогендорф († 12 август 1614), дъщеря на фрайхер Йохан Вилхелм фон Рогендорф (1531 – 1590) и графиня Анна фон Вид († 1590). Те имат син:
- Йохан Вилхелм фон Шерфенберг (1610 – 1647), граф, женен за графиня Мария Максимилиана фон Харах-Рорау (1608 – 1662); имат седем деца